# Evgen Bergant (športnik)
Evgen Bergant, slovenski športnik, novinar in telesnokulturni delavec, 7. avgust 1903, Šentvid ob Glini, † 11. november 1962, Maribor.
Bergant je bil aktiven vsestranski športnik. Med drugimi športi se je ukvarjal tudi s tenisem, nogometom, atletiko in skoki v vodo. Bil pa je tudi priznan športni organizator, športni sodnik in novinar. Po koncu druge svetovne vojne je največ delal v teniški organizaciji, kjer velja s S. Voglarjem za pobudnika in organizatorja pionirskih teniških šol, ki so uspele zlasti pri mariborskem športnem društvu Branik. Iz teniških šol je izšla vrsta kvalitetnih igralcev in igralk, med drugimi tudi Mima Jauševec. V spomin na velikega športnega organizatorja vsako leto v Mariboru igrajo dečki in deklice mednarodni teniški turnir za Bergantov memorial. 